# Milena Busquets Tusquets
Milena Busquets Tusquets (Barcelona, 1972) és una escriptora catalana que escriu en castellà. Va treballar com a directora a l'editorial RqueR.
El 2008 va publicar la seva primera novel·la, que va passar desapercebuda, però la seva segona novel·la, També això passarà, va despertar l'interès de desenes d'editorials a la Fira de Frankfurt de 2014, havent-se de celebrar una subhasta per a la venda de drets. L'obra va ser adquirida per editorials de renom com ara Hogarth Press (Estats Units), Gallimard (França), Rizzoli (Itàlia) o Suhrkamp (Alemània).
En un to poètic i confidencial, en aquesta obra Busquets explica a la seva mare el difícil trànsit de la seva pèrdua. El crític literari David Castillo diu que També això passarà és «una impressionant carta d'amor, que sembla una continuació de les memòries de Tusquets, com si el protagonista de la trama s'hagués transformat en una cabriola d'omnisciència».
El 2025 fou inclosa a la llista Forbes de les «100 dones més influents de Catalunya».

## Família
Milena Busquets és filla d'Esteve Busquets Gili —que va militar al Front Nacional de Catalunya— i l'editora Esther Tusquets, fundadora de l'editorial Lumen. És neboda d'Òscar Tusquets i besneboda de Joan Tusquets.

## Obra
- 2008 — Hoy he conocido a alguien (Bruguera).
- 2015 — También esto pasará (Anagrama); També això passarà, Ara Llibres, 2015, traducció de Lurdes Serramià.
- 2019 — Hombres elegantes y otros artículos (Anagrama).
- 2021 — Gema (Anagrama).
- 2022 — Las palabras justas (Anagrama); Les paraules justes, Amsterdam llibres, 2022, traducció de Lurdes Serramià.
- 2023 — Ensayo general (Anagrama).
- 2025 — La dulce existencia (Anagrama).